# Естаніслау де Фігейредо Памплона
Естаніслау де Фігейредо Памплона (порт. Estanislau de Figueiredo Pamplona, 24 березня 1904, Белен, Бразилія — 29 жовтня 1973, там само) — бразильський футболіст, що грав на позиції півзахисника, зокрема, за клуб «Ботафого», а також національну збірну Бразилії.
Триразовий переможець Ліги Каріока. 

## Клубна кар'єра
У футболі дебютував 1922 року виступами за «Клуб Ремо». Наступного року захищав кольори «Флуміненсе».
1924 року перейшов до «Ботафого», за який відіграв 11 сезонів.  Завершив професійну кар'єру футболіста виступами за «Ботафого» у 1935 році.
Помер 29 жовтня 1973 року на 70-му році життя.

## Виступи за збірну
1925 року дебютував в офіційних матчах у складі національної збірної Бразилії, провів у її формі 2 матчі на Чемпіонату Південної Америки 1925 року в Аргентині, де разом з командою здобув «срібло».
17 грудня 1925 р. Чемпіонат Південної Америки. Буенос-Айрес (Аргентина). Бразилія — Парагвай 3:1

25 грудня 1925 р. Чемпіонат Південної Америки. Буенос-Айрес (Аргентина). Бразилія — Аргентина 2:2
На чемпіонаті світу 1930 року в Уругваї був в заявці, але не грав.

## Титули і досягнення
- Переможець Ліги Каріока (3):

«Ботафого»: 1930, 1933, 1934
- Срібний призер Чемпіонату Південної Америки: 1925